# Agone (jeu de rôle)
Pour les articles homonymes, voir Agone.
Agone est un jeu de rôle sur table français médiéval-fantastique aux inspirations baroques publié en 1999 chez Multisim. Il est basé sur la trilogie des Chroniques des Crépusculaires, romans de Mathieu Gaborit, lequel a participé à la conception du jeu. Le jeu élargit et enrichit notablement l'univers des romans, qui est appelé l'Harmonde. Les personnages des joueurs, appelés les Inspirés, luttent contre l'influence pernicieuse du Masque, un être manipulateur qui cherche à plonger le monde dans la perfidie et l'obscurantisme. De nombreux peuples, royaumes, factions et formes de magie sont proposées. Bien accueilli par la critique à sa parution, le jeu est suivi d'une importante gamme de suppléments qui s'interrompt en 2003 après la disparition de son éditeur.

## Histoire éditoriale
Agone a été édité par Multisim de 1999 à 2003. Paru sous la forme d'un livre de base, il est suivi d'environ une quinzaine de suppléments. L'un de ces suppléments, Abyme, consacré à la ville qui sert de cadre au roman homonyme de Mathieu Gaborit, peut être utilisé comme un supplément pour Agone ou comme un jeu à part entière (il inclut un court système de jeu autonome appelé le Jeu d'intrigues). Le livre de base connaît une traduction anglaise en janvier 2001. 
En 2003, Agone disparaît avec son éditeur, Multisim, alors que deux suppléments étaient sur le point de voir le jour : un atlas des Royaumes Crépusculaires et le Guide Abymois. L'éditeur Ubik a réédité le livre de base d'Agone en 2004 mais l'avenir du titre reste en suspens pour des raisons juridiques. Le fanzine Souffre-jour propose cependant des aides jeu et des éléments d'environnement pour le jeu Agone depuis août 2004.
Plusieurs parutions prévues pour la gamme du jeu de rôle ou en dérivant sont publiées ou rééditées en tant qu'ouvrages autonomes. Le Guide Abymois, ouvrage dirigé par Raphaël Granier de Cassagnac et destiné initialement à servir de supplément au jeu de rôle, est finalement paru en novembre 2009 aux éditions Mnémos, dans la collection Ourobores, sous le titre Abyme, le guide de la cité des ombres. En 2016, un récit en épisodes écrit par Mathieu Gaborit et Raphaël Granier de Cassagnac, publié à l'origine dans plusieurs des suppléments de la gamme, a été rassemblé en un volume dans une version légèrement remaniée avec l'aide de Coralie David : La Confrérie des Bossus, toujours chez Mnémos.

## Univers du jeu

### Éléments principaux du jeu
Dans le jeu Agone, les personnages joués par les joueurs sont les Inspirés, tandis que le meneur de jeu est appelé l'Éminence grise. L'univers du jeu est appelé l'Harmonde.
Les Inspirés sont des humains ou des saisonins (créatures liées aux saisons) hors normes, car possédant un don appelé la Flamme. Il s'agit d'un vestige de l'Harmonie originelle des Muses, un atout qui a guidé les personnages sans qu'ils en aient conscience sur les chemins de la réussite et du succès. Aujourd'hui que leur monde est menacé de division par les serviteurs du Masque et de l'Ombre, les Inspirés se voient révéler leur secret et sont investis d'une mission périlleuse et complexe : délivrer l'Harmonde de la menace du Masque, aussi appelé le Maître du Semblant. Au début des temps, l'Harmonde a été créé par quatre Éternels appelées les Muses. Dans leur quête de l'Ultime Perfection, les Muses créèrent toutes sortes de merveilles dans le monde, puis décidèrent de s'assembler pour créer un cinquième Éternel. Le résultat fut le Masque, mais par malheur le Masque trahit sa lignée pour devenir un être manipulateur et maléfique. Les Muses quittèrent alors l'Harmonde, laissant les peuples mortels et leurs autres créations aux prises avec le Masque.
Les êtres ne possédant pas de Flamme sont appelés les Ternes, car leur créativité et leur sensibilité artistique sont bien moindres que celles des Inspirés. Il fut un temps où tous les humains possédaient une Flamme, à l'époque de la Flamboyance. Aujourd'hui, les Inspirés ne sont guère plus d'un millier sur tout le continent : c'est le Crépuscule. Les Inspirés se battent pour éviter que le Masque ne mouche les dernières Flammes et pour revenir à un nouvel âge de Flamboyance.

### Géographie de l'Harmonde
L'Harmonde est composé d'un continent unique abritant les Royaumes Crépusculaires et de quelques îles. Chaque royaume a ses spécificités sur les plans politique (monarchie, république, empire, etc.), socio-économique et historique. La plupart des Royaumes abritent plusieurs peuples, à la fois des humains et divers peuples de saisonins, habitués à se côtoyer.
- Urguemand (décrit en partie dans les Chroniques des Crépusculaires) est un royaume inspiré par l'Europe de l'Ouest médiévale. Fait de collines venteuses, de prairies cultivées et de forêts giboyeuses, il est divisé en baronnies qui rivalisent pour le pouvoir. Sa capitale est Lorgol, la ville aux Mille tours, résidence du Premier Baron.
- La Marche modéhenne, où se côtoient prairies, collines, forêts et montagnes, est caractérisée par sa faune et sa flore très riches, dont les fameux arbres-rois aux dimensions énormes. Les saisonins y sont particulièrement nombreux. Le Royaume est un vestige de l'ancien empire de Moden-Hen. Il est gouverné par un conseil de druides. Sa capitale est Arnel.
- Les Communes princières, qui couvrent une grande plaine herbeuse, se composent de cités-états dirigées par des princes en lutte permanente les uns contre les autres. Elle est séparée de la Lyphane par une grande muraille. Sa capitale est Tslana.
- La Lyphane, constituée de steppes et de plateaux et de quelques montagnes, est peuplée de nomades passés maîtres dans l'élevage des chevaux et répartis en tribus.
- L'Enclave boucanière est un État pirate occupant une bande du littoral ainsi qu'un archipel d'îles volcaniques. Sa capitale est Tortage-la-Rouge. Les Boucaniers sont les meilleurs marins de l'Harmonde.
- L'Empire de Keshe est un vaste désert ponctué d'oasis. Dépourvu de gouvernement en bonne et due forme, il est parcouru par des tribus nomades pratiquant la guerre et le commerce.
- Les Parages sont une terre de montagnes et de falaises séparée des Communes princières par les monts Eiglophiens et de la Lyphane par une grande toundra. Ils sont peuplés de tribus qui s'en partagent le territoire, chaque tribu disposant de sa propre ville principale.
- Les Cornes, territoire dangereux et mal connu, est enfermé entre des rivages peu accessibles et consiste en paysages tourmentés faits de ravines, de forêts denses, de montagnes vertigineuses et de fleuves furieux plongeant dans des gouffres. Dépourvu de population connue et de gouvernement, c'est un territoire évité par les habitants de l'Harmonde.
- La Province liturgique (qui apparaît dans les Chroniques des Crépusculaires) est une théocratie dirigée par un clergé puissant qui anime le culte d'un martyr national, Neuvêne. Géographiquement située en Province liturgique, la ville d'Abyme est une sorte de Cité-État à part, décrite en partie dans le cycle Abyme de Mathieu Gaborit et détaillée dans un supplément du jeu puis dans un livre-univers paru après la disparition de Multisim.
- La Janrénie, terre aux riches cultures bordée par les monts Drakoniens, est gouvernée par une monarchie constitutionnelle. Sa capitale, Ranne, est l'une des plus grandes villes des Royaumes. Son histoire récente a été marquée par la Révolte des femmes à la suite d'une énième guerre sanglante qui a fauché frères et maris. Le roi de Janrénie est depuis lors assisté d'une Première Ministre et chaque ville ou village est dirigé par une femme ou par un homme secondé d'une femme.
- Les Terres Veuves, terre de collines, de lacs et de vallons ponctuée de pics montagneux, abritent notamment les tours où résident les méduses.
- La République Mercenaire est peuplée de guerriers qui se vendent au plus offrant un peu partout dans les Royaumes. Sa capitale est Orkhane. L'une de ses villes fameuses est Sombreçonge, cité itinérante des Mages édifiée sur le dos de gigantesques créatures aquatiques, les lamantines, qui parcourent les fleuves du royaume (la ville est évoquée dans le livre La Confrérie des Bossus).

Les îles situées hors du continent sont Bokkor-la-Jeune, Bokkor-la-Vieille et l'Île de l'Automne. Bokkor est une île couverte de jungles et peuplée d'humains. Toutes sont l'objet des convoitises du Masque, en particulier l'île de l'Automne, résidence de la Dame de l'Automne, une Dame des saisons tombée sous l'influence du Masque.

### Les peuples
L'Harmonde est peuplé d'humains et de « saisonins », ces derniers étant des représentations usuelles de la fantasy (minotaures, nains, lutins, etc.) affiliés aux quatre saisons que sont le printemps (lutins, farfadets, satyres), l'été (ogres, minotaures, géants), l'automne (pixies, draconiens, morganes) et l'hiver (fées noires, nains, méduses). L'automne, saison maudite car tombée sous le joug du Masque, ne dure plus qu'un mois. Il existe également des démons qui résident dans les Abysses, où ils sont organisés selon une hiérarchie complexe, et qui voyagent en se déplaçant dans les ombres. Le jeu permet d'incarner un humain ou un saisonin.

### Les magies

#### Les Arts
L'Inspiration permet aux Inspirés d'exercer une magie très rare, les Arts Magiques, qui se divisent en quatre grandes familles, la Geste, la Cyse, le Décorum et l'Accord. La Geste est une magie liée à l'écriture et à la parole, principalement à la poésie ; elle s'exerce sur le long terme et ses sortilèges ont souvent trait au temps et à la mémoire. La Cyse est l'Art magique correspondant à la sculpture. Le Décorum, de son côté, est l'Art magique fondé sur la peinture (il permet en particulier de créer des tableaux-mondes où des personnes vivantes peuvent entrer pour vivre dans de minuscules mondes parallèles). Enfin, l'Accord est l'ensemble des Arts magiques liés à la musique. L'Accord se subdivise à son tour en fonction de l'instrument pratiqué : la harpe, la viole, la flûte, le tambour et le cistre. Le clavecin est un instrument tombé sous l'influence du Masque et désormais employé pour une magie pervertie à son service, le Faux-accord.

#### L'Emprise
L'Emprise est une autre forme de magie, accessible aux Ternes comme aux Inspirés, mais que les Inspirés peuvent transcender de par leurs aptitudes hors du commun. Il s'agit d'utiliser de petites créatures agiles et fortement empathiques, nommées Danseurs, qui vivent pour la danse et l'harmonie du mouvement. Le lien entre le danseur et le mage est la base de cette relation.
L'Emprise est encadrée par une organisation de mages, nommée Cryptogramme-Magicien, et se décompose en trois approches différentes:
- le Jornisme : magie "blanche", altruiste, basée sur un lien empathique très fort avec les Danseurs. Il  y a un lien d'amour très fort entre le mage et son danseur, l'un pouvant mourir de la perte de l'autre. Le mage jorniste fait danser son danseur car ce dernier aime cela.
- l'Éclipsisme : magie "neutre", opportuniste, basée sur des libertés accordées aux Danseurs. Le lien est ici basé sur une relation d'amitié et de confiance, le danseur étant perçu par le mage comme un outil précieux. Le mage éclipsiste utilise son danseur pour obtenir un gain.
- l'Obscurantisme : magie "noire", destructrice, basée sur la souffrance des Danseurs. Dans cette obédience, le mage explore la douleur de son danseur, non par haine mais par curiosité. Il passera de longs moments à soigner son danseur.

#### La Conjuration
À ces deux types de magie s'ajoute la Conjuration, une pratique qui se rapproche d'une science occulte permettant l'invocation de démons provenant des Abysses, les profondeurs obscures de l'Harmonde. La ville d'Abyme, située sur le seuil des Abysses, est le lieu par excellence où se forment et se rassemblent les Conjurateurs.

## La gamme

### Gamme française
Le livre de base est édité pour la première fois par Multisim en septembre 1999. Une édition révisée paraît chez le même éditeur en janvier 2001. Une réimpression est ensuite assurée par Ubik. Le livre de base se présente comme un livre de 320 pages en noir et blanc sous une couverture rigide en couleur illustrée par Julien Delval et Franck Achard. Il se divise en quatre parties. Le Livre de l'Harmonde présente la genèse de l'Harmonde, puis son histoire après le départ des Muses, et présente les Royaumes crépusculaires. Le Livre des Inspirés détaille le déroulement de la création d'un personnage-joueur et présente les archétypes utilisables ainsi que les différents peuples (les humains et les saisonins). Le Livre du Drame expose les règles de simulation, y compris les différentes formes de magie. Enfin, le Livre des Intrigues expose différentes informations réservées au meneur de jeu. Il dévoile d'abord les secrets concernant l'Ombre (les démons des Abysses), le Masque et ses serviteurs, l'île de l'Automne, les Automnins qui sont les saisonins passés au service du Masque. Il contient également les règles concernant les Sanctuaires, les Domaines et les collèges que les personnages-joueurs peuvent fonder au cours de leurs aventures ou entre les aventures. Il fournit ensuite la description complète d'un Domaine : la baronnie de Rochronde, en Urguemand, entrevue dans les Chroniques des Crépusculaires. Il propose enfin un scénario d'initiation, « Les Noces de cristal ». Le livre se termine par un glossaire et par les feuilles de personnage.
Le livre de base est complété par une importante gamme de suppléments édités par Multisim :
- L'Écran (1re édition en décembre 1999)
- Les Cahiers gris (1re édition en décembre 1999, puis seconde édition corrigée en février 2000) propose un ensemble de secrets impliquant des puissants des Royaumes crépusculaires et pouvant servir de base à des scénarios.
- La Carte des Royaumes Crépusculaire (mars 2000) est une carte en couleur de 60 x 84 cm réalisée par Didier Graffet. Elle est accompagnée d'un cahier de 16 pages en noir et blanc donnant les règles de déplacements en Harmonde et des informations sur l'état des routes.
- Le Bestiaire (avril 2000) détaille la faune et la flore de l'Harmonde.
- L'Art de la Magie (mai 2000) traite des différentes formes de magie, en particulier de l'Emprise et du Cryptogramme-Magicien.
- Le Monarque des Jonquilles (septembre 2000) est un scénario.
- Abyme (octobre 2000) est un gros supplément prenant la forme d'un coffret et décrivant la ville d'Abyme, cadre de la deuxième série de romans basés en Harmonde de Mathieu Gaborit. Ce supplément contient un système de jeu alternatif plus simple, nommé le Jeu d'intrigues, de sorte qu'il peut être utilisé soit comme un supplément au jeu Agone, soit comme un jeu de rôle à part entière.
- Les Codex des saisonins (décembre 2000) sont un supplément paru dans une édition limitée tirée à 200 exemplaires numérotés présentés dans un coffret de toile noire. Ils consistent en neuf livrets de 32 pages destinés aux joueurs et leur permettent de découvrir les différents peuples de saisonins.
- La Sentence de l’Aube (mars 2001) est une campagne de scénarios par Raphaël Granier de Cassagnac et Raphaël Bardas.
- L'Art de la Conjuration (mai 2001) détaille la magie fondée sur l'invocation de démons des Abysses.
- La Mécanique des Ombres (janvier 2002)
- Les Cahiers gris II : Les Organisations (février 2002) présente en détail diverses factions et organisations des Royaumes crépusculaires.
- Les Automnins (mars 2002) donne davantage de détails sur la Dame de l'Automne et sur les trois peuples qu'elle a créés : les drakoniens, les pixies et les morganes.
- Le Violon de l'Automne (juin 2002) est une description détaillée de l'île de l'Automne complétée par un scénario de Raphaël Granier de Cassagnac et Pierre Coppet.
- Éclat de sang (octobre 2002) est un scénario par Vincent Kaufmann et Grégoire Laakmann.
- Dramatis Personae (janvier 2003) présente de nombreux personnages non-joueurs importants accompagnés d'amorces de scénarios.
- La Gazette L'Inspiré, périodique numérique disponible sur abonnement sous la forme de fichiers PDF illustrés d'une quarantaine de pages, qui fournissent autant de courts suppléments. Trois numéros paraissent de cette façon en 2001-2002[3].

Des publications amateurs paraissent également pour proposer du matériel de jeu supplémentaire. Parmi elles, le fanzine Souffre-jour reçoit parfois des contributions d'auteurs ayant participé à la gamme officielle. Le fanzine continue à paraître après la disparition de Multisim. Neuf numéros paraissent ainsi : L'Harmonde enchanté, D'écume et de brume, Les Abysses, La Maraude, Le Cryptogramme-Magicien, La Perfidie, Le Temps, Sublime Comédie, Vestiges.

### Gamme anglaise
Agone connaît une traduction en anglais, également éditée par Multisim, en 2001. L'équipe de la version anglaise comprend notamment Tristan Lhomme. Paraissent également un Gamemaster Pack et des traductions des Cahiers gris, de L'Art de la magie (sous le titre The Grimoire) et du Monarque des Jonquilles (The King of Springs).

## Accueil critique
Dans le magazine de jeux de rôle Casus Belli à l'automne 1999, Grégory Molle donne une critique enthousiaste du livre de base du jeu. Il voit dans son univers « une synthèse impressionnante de mille et une bonnes idées, intégrées dans un tout cohérent (comment ne pas songer à Glorantha ?) » et « un univers aux multiples facettes, intensément merveilleux, combinant l'imagerie poétique de la fantasy, un goût prononcé pour l'art de l'intrigue, et un sens lovecraftien de l'horreur ». Il apprécie  les nombreux détails donnés sur les différentes cultures qui permettent de jouer des personnages « hauts en couleur » (un soin qu'il compare à celui déployé par les auteurs américains Greg Stafford et Sandy Petersen pour des suppléments du jeu Runequest comme Trolls pour l'univers de Glorantha). La présentation des différents royaumes lui paraît « confine[r] à l'exhaustivité, avec suffisamment de détails pour que chacun puisse "sentir" le monde ». Il apprécie la diversité des ambiances possibles selon les aventures, la richesse de la magie comprenant « des dizaines de trouvailles tirées du background mythologique » comme les tableaux-mondes, les reliques conservant les émotions de leurs anciens propriétaires, les Génies ou encore les démons des Abysses. Le système de jeu lui paraît « classique » mais « tourne rond ». Il apprécie enfin les nombreuses idées d'intrigues qui montrent que « les auteurs ont su éviter l'écueil du manichéisme » et le fait que tous les "grands secrets" de l'univers sont d'emblée fournis aux meneurs de jeu, ce qui rend possible de jouer sans attendre la parution d'un énième supplément.
Au chapitre des défauts, Grégory Molle remarque « quelques stéréotypes » dans la présentation des Royaumes crépusculaires, comme les talents des Lyphaniens pour l'élevage des chevaux ou les dons de forgerons des Paragéens, qui font un peu pâle figure à côté d'autres Royaumes davantage proches de l'esprit des livres de Gaborit, comme les Terres veuves peuplées de Méduses ou l'île de l'Automne. Il regrette également la répétition inutile de la liste des compétences à deux endroits du livre (dans la partie consacrée à la création des Inspirés puis dans la présentation du système de jeu).